# 丸山権太左衛門
丸山 権太左衛門（まるやま ごんだざえもん（ごんたざえもん）、1713年（正徳3年）- 1749年12月23日（寛延2年11月14日））は、仙台藩・陸奥国領出身で七ツ森部屋に所属した大相撲力士。第3代横綱。本名は芳賀 銀太夫（はが ぎんだゆう）。

## 来歴
陸奥国遠田郡中津山村（現・宮城県登米市米山町中津山）出身。元文年間頃に初土俵を踏む。家老衆の家来になって江戸見物に出たが、体が重く歩くのが下手だったため、二足用意した草鞋をすぐ踏み潰しては徹夜で編み直すこととなり、馬に乗せれば足が地に着いてしまうほどだった。やっとの思いで江戸に到着したが、これでは故郷に帰るのもおぼつかないために入門したと伝わる。
1737年（元文2年）4月大坂堀江で行われた興行に西大関として出場。その後しばらく出場した記録がないが、1744年（延享元年）8月に京二条河原で行われた興行に東大関として出場し、1749年（寛延2年）までに京や大坂で行われた数興行にいずれも大関として出場している。相撲は下手だったが突っ張るだけで相手は立っていられなかったとされる。
1749年の長崎巡業の際に現役のまま没した。死因は赤痢と言われている。35歳没。

## エピソード
- 丸山が歴代横綱に加えられているのは1789年（寛政元年）谷風と小野川に横綱免許を与える際に吉田司家が寺社奉行に提出した書類に「過去に綾川、丸山と申す者に免許を与えたが記録は火災で失われた」と記載したことが根拠である[2]。現在公認されている横綱では3代目に数えられるが、順序が逆で「2代目」とする説もある。ただし、丸山は1713年生まれとされており、綾川五郎次が大関に昇進したとされる1717年の時点では、まだ5歳である。このことから綾川が2代目であるとする説が濃厚であるが、いずれにせよ横綱としての実質がなかったのは綾川と同様である。
- 初代横綱とされる明石志賀之助と第2代横綱とされる綾川五郎次の2人と共に丸山を含む3人は伝説上の横綱と言う位置付けがなされているが、明石と綾川が実在自体を疑問視されているのに対し、丸山は実在が確認されているという点で大きく異なる。綾川と順序が逆とする説はこのあたりが関係しているものと考えられる。
- 横綱免許とされている1749年は、実際には吉田司家故実門人になった時を指す。実力自体は現在の基準に当てはめれば横綱でも文句無しだったと言われる。
- 怪力で、五斗俵（約75kg）に筆を差し込んで文字を書いたといわれる。「ひと握り　いざ参らせん　年の豆」という句が知られている。